# Larnax dilloniana
Larnax dilloniana là loài thực vật có hoa trong họ Cà. Loài này được S. Leiva, Quipuscoa & Sawyer mô tả khoa học đầu tiên năm 1998.